# Capasa abstractaria
Capasa abstractaria là một loài bướm đêm trong họ Geometridae.